# Karl Kiesewetter
Karl Kiesewetter, nemški general in vojaški veterinar, * 7. julij 1887, † 11. julij 1965.